# Porphyria cutanea tarda
Porphyria cutanea tarda (PCT) is een huidaandoening met overgevoeligheid voor licht. De huid wordt gekenmerkt door fragiliteit en blaarvorming. Dit wordt veroorzaakt door de ophoping van stoffen, porfyrines, die schadelijk zijn bij blootstelling aan licht. De ophoping wordt veroorzaakt door een tekort van een bepaald enzym dat nodig is voor de productie van heem (nodig voor het hemoglobine in rode bloedcellen). Het is de meest voorkomende vorm van porfyrie.

## Mechanisme
De productie van heem gaat via allerlei stappen. Bij PCT is het enzym dat tekortschiet uroporfyrinogeen III decarboxylase. Er zijn meerdere oorzaken waardoor dit kan gebeuren. Het kan gaan om een aangeboren mutatie in het gen UROD. Vaak wordt de ziekte openbaar als de functie van de lever terugloopt, bijvoorbeeld door overmatig alcoholgebruik, virale hepatitis, hemochromatose, of bij gebruik van oestrogenen zoals een anticonceptiepil.

## Symptomen
Er ontstaan symptomen op huid die aan licht wordt blootgesteld: vooral handruggen en onderarmen, soms gezicht en hals. De symptomen bestaan uit roodheid en blaren; de huid is fragiel: bij stoten ontstaan snel wondjes en blauwe plekken. De genezing gaat gepaard met milia en littekens. Daarnaast kan er overmatige haargroei (hypertrichose) zijn op het gelaat. Ook kan de urine donker verkleurd zijn.
Voor het stellen van de diagnose moet een porfyrineprofiel bepaald worden: de waardes van de verschillende porfyrines bepaald worden, sommige in het bloed, andere in de urine of in de feces. Hiermee kan aangetoond worden om welke type porfyrie het gaat.